# Christiansreuth (Bad Elster)
Christiansreuth ist eine Häusergruppe, die zu Bad Elster im sächsischen Vogtlandkreis gehört.

## Lage
Christiansreuth liegt am Raunbach in einem Waldgebiet an der Straße von Mühlhausen nach Oberbrambach. Der Ort besteht aus etwa 10 Häusern und liegt südöstlich von Sohl und Bad Elster im südlichsten Teil des sächsischen Vogtlandes direkt an der B 92.

## Geschichte
Christiansreuth ist eine vergleichsweise junge Siedlung, die Anfang des 19. Jahrhunderts in der Flur Elsters, seit 1875 zu Bad Elster, angelegt wurde. Entsprechend ist auch nur die Schreibung Christiansreuth bekannt. Der Ort gehörte zum Amt Voigtsberg, später zum Gerichtsamt Adorf und dann zur Amtshauptmannschaft bzw. zum (Land-) Kreis Oelsnitz, bis dieser 1996 im Vogtlandkreis aufging.
1834 lebten in Christainsreuth 23 Personen, davon ein Katholik, 1871 waren es 50 und 1890 nur noch 26 Personen.

## Belege
1. ↑  Christiansreuth – HOV | ISGV. Abgerufen am 23. August 2023.